# Contea di Haliburton
La contea di Haliburton è una contea dell'Ontario in Canada. Al 2006 contava una popolazione di 16 147 abitanti. Ha come capoluogo Minden Hills.

## Laghi
Haliburton County è ricca di fiumi e laghi, compresi laghi alimentati da sorgenti interne; ecco i maggiori laghi:
- Beech Lake
- Bitter Lake
- Burdock Lake
- Boshkung Lake
- Dark Lake
- Drag Lake
- Grace Lake
- Gull Lake
- Haliburton Lake
- Halls Lake (Ontario)
- Havelock Lake
- Hawk Lake
- Head Lake
- Horseshoe Lake
- Kashagawigamog Lake
- Kawagama Lake
- Kennisis Lake
- Kushog Lake
- Minden Lake
- Mountain Lake
- Paudash Lake
- Redstone Lake
- Salerno Lake
- Stormy Lake
- Twelve Mile Lake
- Wenona Lake
- Wilbermere Lake